# Elecciones presidenciales de Austria de 1951
Las primeras elecciones presidenciales directas de la República de Austria tuvieron lugar en mayo de 1951 con el objetivo de elegir al Presidente Federal de la República para el período 21 de junio de 1951-21 de junio de 1957. Se realizaron tras la aprobación de una reforma constitucional que implementaba la elección directa del presidente, hasta entonces elegido por la legislatura, mediante un sistema de dos vueltas. Concurrieron seis candidatos a la presidencia, cuatro partidistas y dos independientes.
En la primera vuelta, que se llevó a cabo el 6 de mayo, el exgobernador de Alta Austria Heinrich Gleißner, del gobernante Partido Popular (ÖVP), fue el candidato más votado con un 40.14% de los sufragios válidos, superando por 0.99 décimas a Theodor Körner, del Partido Socialdemócrata (SPÖ), que logró el 39.15% de las preferencias. En tercer lugar Burghard Beitner, de la Federación de Independientes (VdU), grupo de extrema derecha, obtuvo el 15.41%. En cuarto lugar quedó Gottlieb Fiala, del Partido Comunista (KPÖ), con el 5.12%. El quinto y sexto lugar lo ocuparon los candidatos independientes Johannes Ude y Ludovica Hainisch, con un 0.13 y 0.05% respectivamente. La participación fue del 96.83% del electorado registrado.
Debido a que ninguno de los candidatos recibió más del 50% de los votos, se programó una segunda vuelta electoral entre Gleißner y Körner para el 27 de mayo. Körner logró revertir el resultado adverso de la segunda vuelta al lograr el 52.06% de los sufragios contra el 47.94% de Gleißner. La participación se incrementó a un 96.89%, y marcó la primera derrota electoral del Partido Popular en una elección directa. Sin embargo, dado el carácter parlamentario del gobierno de Austria, el ÖVP continuó encabezando el oficialismo federal hasta 1970.

## Antecedentes
Ya durante la Primera República (1920-1934) se intentó introducir una reforma constitucional para que el presidente fuera elegido directamente. Aunque esta logró ser aprobada en 1929, las elecciones programadas para 1931 fueron canceladas y trasladadas nuevamente al parlamento debido a la Gran Depresión, bajo el alegato de que la elección sería demasiado costosa. Después de la suspensión constitucional de 1934 y la posterior anexión alemana de Austria en 1938, las primeras elecciones presidenciales por voto popular se celebrarían en 1945 junto a las parlamentarias. Sin embargo, debido a que el Consejo Aliado no promulgó la ley constitucional aprobada por el Consejo Nacional, la elección presidencial fue realizada nuevamente por el Consejo Federal, siendo elegido Karl Renner del opositor Partido Socialdemócrata.

## Realización y resultados
El candidato socialdemócrata, Körner, era ya un anciano de casi ochenta años, y estaba experimentando problemas de salud al momento de los comicios, tales como una sordera parcial. Su victoria en la segunda vuelta contra Gleißner, que era el candidato favorito desde el comienzo de la campaña, fue muy sorpresiva, y el propio Körner no estaba demasiado entusiasmado con la idea de ganar. Sus problemas de salud lo llevarían a morir en enero de 1957, cinco meses antes de terminar su mandato.
|  | 39.15 % |

|  | 52.06 % |

|  | 40.14 % |

|  | 47.94 % |

|  | 15.41 % |

|  | 5.12 % |

|  | 0.13 % |

|  | 0.05 % |

|  | 98.35 % |

|  | 95.70 % |

|  | 1.65 % |

|  | 4.30 % |

|  | 100.00 % |

|  | 100.00 % |

|  | 96.83 % |

|  | 96.89 % |